# Nikanor Szypulin
Nikanor Pietrowicz Szypulin (ros. Никанор Петрович Шипулин, ur. 1904 we wsi Bukino w guberni wiackiej, zm. 7 maja 1954 w Moskwie) – radziecki działacz partyjny i państwowy.

## Życiorys
W latach 1924–1926 kierował szkołą wiejską i gminnym oddziałem edukacji narodowej, od 1926 należał do WKP(b), 1926-1928 był słuchaczem kursów aktywu partyjnego przy Leningradzkim Uniwersytecie Komunistycznym im. Stalina, a 1928-1929 sekretarzem odpowiedzialnym gminnego komitetu WKP(b) w guberni wiackiej. Od 1929 do stycznia 1932 kierował wydziałem rejonowego komitetu WKP(b) w Kraju Niżnonowogrodzkim (obecnie obwód niżnonowogrodzki), od stycznia 1932 do maja 1937 był I sekretarzem rejonowego komitetu WKP(b) w Kraju Niżnonowogrodzkim/Kraju Kirowskim/obwodzie kirowskim, od maja 1937 do marca 1938 I sekretarzem Kotelniczeskiego Komitetu Rejonowego WKP(b) w obwodzie kirowskim, a od 7 marca do maja 1938 I sekretarzem Komitetu Obwodowego WKP(b) w Kirowie. W 1938 został organizatorem odpowiedzialnym Wydziału Kierowniczych Organów Partyjnych KC WKP(b), potem do 1940 kierował sektorem Zarządu Kadr KC WKP(b), 1940-1941 był słuchaczem Wyższej Szkoły Partyjnej przy KC WKP(b), następnie kierował Wydziałem Przemysłowym Komitetu Obwodowego WKP(b) w Kirowie. Później został sekretarzem Komitetu Obwodowego WKP(b) w Kirowie ds. przemysłu lekkiego, potem zastępcą sekretarza Komitetu Obwodowego WKP(b) w Kirowie ds. przemysłu lekkiego, a 1949-1951 był sekretarzem komitetu WKP(b) fabryki im. Lepse w Kirowie.